# Csongva
Csongva település Romániában, Fehér megye északi részén, Marosújvárhoz közel.

## Fekvése
Nagyenyedtől északkeletre, Marosújvár és Magyarcsesztve közt fekvő település.

## Története
Csongva és környéke már a honfoglalás előtt lakott volt, területén 9. századelőtti temetőt tártak fel.
Árpád-kori település, nevét 1215-ben említette először oklevél Chengua néven. 1268-ban Chungua, 1351-ben Chongowa', 1468-ban is Chongwa néven írták. 1215-ben Csongvai András az erdélyi vajda poroszlója nevében tűnt fel.
1268-ban Lukács birtoka volt, aki rokonai: Kama, Myko és Olivér beleegyezésével vásárolt csongvai földjét leánynegyed gyanánt vejének adta.
1449-ben Chong-i György és gyermekei Gergely és Veresmarti Czikó Andrásné Veronika nevét, 1468-ban Congwai Gergely, 1469-ben Csesztvei Csongowa Gergely nevét említették az oklevelek.
1891-ben Csongvának 1060 lakosa volt.
Az 1910-es népszámláláskor 1105 lakosából 110 magyar, 995 román volt, melyből 681 görögkatolikus, 55 református, 314 görögkeleti ortodox volt.
Csongva a 20. század elején Alsó-Fehér vármegye Marosújvári járásához tartozott.
A 1992-ben tartott népszámlálás alkalmával az 1345 helyi lakosból 1162 román, 27 magyar és 156 cigánynak vallotta magát. 

## Híres szülöttei
- Pávai-Vajna Ferenc (Csongva, 1886 március 6-Szekszárd, 1964. január 12.) geológus, a magyar hévízkutatás úttörője itt született Csongván.